# Galago
Galago (Galago) – rodzaj ssaków naczelnych z podrodziny Galaginae w obrębie rodziny galagowatych (Galagidae).

## Rozmieszczenie geograficzne
Rodzaj obejmuje gatunki występujące w Afryce.

## Morfologia
Długość ciała 12–21 cm, ogona 16–30 cm; masa ciała samic 95–250 g, samców 150–300 g.

## Systematyka
Rodzaj zdefiniował w 1796 roku francuski przyrodnik Étienne Geoffroy Saint-Hilaire w artykule poświęconym rozprawie doktorskiej na temat naturalnych pokrewieństw w obrębie lemurowych, opublikowanym w czasopiśmie Magasin Encyclopédique. Gatunkiem typowym jest (oznaczenie monotypowe) galago senegalski (G. senegalensis).

### Etymologia
- Galago (Gallacho): lokalna, senegalska nazwa Galago dla galago, zaadaptowana przez Michela Adansona w XVIII wieku[16]
- Macropus: gr. μακροπους makropous, μακροποδος makropodos ‘długostopy’, od gr. μακρος makros ‘długi’; πους pous, ποδος podos ‘stopa’[17].
- Otolicnus (Otolincus, Otoleneus, Otolichnus, Otaclinus, Octolicnus): gr. ωτολικνος ōtoliknos ‘z dużymi uszami’, od ους ous, ωτος ōtos ‘ucho’; λικνον liknon ‘wiejący wiatrak’[18]. Gatunek typowy (oznaczenie monotypowe): Lemur galago G. Cuvier, 1798 (= Galago senegalensis É. Geoffroy Saint-Hilaire, 1796).
- Chirosciurus: gr. χειρ kheir, χειρος kheiros ‘ręka’; rodzaj Sciurus Linnaeus, 1758 (wiewiórka)[19]. Gatunek typowy (oznaczenie monotypowe): Galago senegalensis É. Geoffroy Saint-Hilaire, 1796.

### Podział systematyczny
Do rodzaju należą następujące występujące współcześnie gatunki:
| Grafika | Gatunek             | Autor i rok opisu               | Nazwa zwyczajowa  | Podgatunki         | Rozmieszczenie geograficzne | Podstawowe wymiary                      | Status IUCN |
| ------- | ------------------- | ------------------------------- | ----------------- | ------------------ | --- | --------------------------------------- | ----------- |
|         | Galago matschiei    | von Lorenz-Liburnau, 1917       | galago ciemny     | gatunek monotypowy | Wielki Rów Zachodni w północno-wschodniej części Demokratycznej Republiki Konga, Ugandy, zachodniej Rwandy i północno-zachodniego Burundi (od Jeziora Alberta do masywu górskiego Itombwe, na wschód do rzeki Nil); zakres wysokości: 740–1600 m n.p.m.                                                                      | DC: 15–20 cm DO: 19–25 cm MC: 170–250 g | LC          |
|         | Galago gallarum     | O. Thomas, 1901                 | galago somalijski | gatunek monotypowy | północno-wschodnia i południowa Etiopia, wschodnia Kenia, północno-zachodnia i zachodnia Somalia (nierównomiernie pomiędzy rzeką Uebi Szebelie i rzeką Tana, na zachód do jezior Wielkiego Rowu Zachodniego); być może południowo-wschodni Sudan Południowy i północno-wschodnia Uganda; zakres wysokości: 150–1200 m n.p.m. | DC: 13–20 cm DO: 21–29 cm MC: 180–250 g | LC          |
|         | Galago senegalensis | É. Geoffroy Saint-Hilaire, 1796 | galago senegalski | 4 podgatunki       | Afryka Zachodnia i Środkowa od Senegalu do Erytrei, Etiopia (być może Somalia), na południe do Kenii i południowej Tanzaniil granice zasięgu nieznane; zakres wysokości: do 2400 m n.p.m. | DC: 13–21 cm DO: 20–30 cm MC: 110–300 g | LC          |
|         | Galago moholi       | A. Smith, 1836                  | galago akacjowy   | gatunek monotypowy | Angola, południowo-wschodnia Demokratyczna Republika Konga, Zambia, zachodni Mozambik, Zimbabwe, północna Namibia oraz północna i wschodnia Botswana, na południe do rzek Oranje i Limpopo (północno-wschodnia Południowa Afryka); być może Tanzania, Rwanda i Burundi                                                       | DC: 12–17 cm DO: 16–28 cm MC: 95–255 g  | LC          |

Kategorie IUCN:  LC  – gatunek najmniejszej troski.
Opisano również wymarły gatunek z miocenu Afryki:
- Galago farafraensis Pickford, Wanas & Soliman, 2006